# Gaetano Parisio
Gaetek (* 30. November 1973 in Neapel, Italien), auch bekannt unter Gaetano Parisio ist ein italienischer Produzent in der elektronischen Musikszene.
Er startete seine DJ-Karriere 1993. 1996 brachte er seine erste Produktion auf dem Label Design Music heraus. Noch im selben Jahr beginnt er auf Labels wie Primate und Planet Rhythm Produktionen anzufertigen. 1997 gründete er das Label Conform Records, wo unter anderem auch Künstler wie Marco Carola, The Advent und Adam Beyer Produktionen anfertigten. Mit Marco Carola produzierte er dabei auch unter dem Projektnamen C&G South System.
1999, während des Kosovo-Krieges, gründete er die Techcommunity. Dieses Benefizprojekt diente dazu, den Menschen in den betroffenen Gebieten zu helfen. In der Techcommunity waren unter anderem auch Künstler wie Sven Väth, Laurent Garnier, The Advent, Surgeon, Marco Carola, Adam Beyer, Cari Lekebusch, Ben Sims und James Ruskin vertreten. Im Jahre 1999 brachte er eine erfolgreiche Produktion auf Drumcode heraus.

## Diskografie (Auswahl)
Remixe
- Chris Liebing - CLR 01
- Andrew Richley : Trackman
- Ben Sims - Carnival Part 1
- The Advent - Recreations